# Laguerrepolynom

De fem första Laguerrepolynomen för.

Laguerrepolynom är ett matematiskt begrepp, där n te Laguerrepolynomet {\displaystyle L_{n}^{\alpha }} som svarar mot parametern {\displaystyle \alpha }, definierat enligt
{\displaystyle L_{n}^{\alpha }\left(x\right)={\frac {x^{-\alpha }e^{x}}{n!}}{\frac {d^{n}}{dx^{n}}}\left(x^{\alpha +n}e^{-x}\right),}
där {\displaystyle \alpha } är ett reellt tal så att {\displaystyle \alpha >-1}.
För att följa den vanliga konventionen för definitionen av ortogonala polynom så kan man säga att Laguerrepolynomen svarar mot intervallet {\displaystyle 0\leq x<\infty } samt viktfunktionen
{\displaystyle w\left(x\right)=x^{\alpha }e^{-x}}.
I viss litteratur förekommer benämningarna Laguerrepolynom samt generaliserade Laguerrepolynom för fallen {\displaystyle \alpha =0} respektive {\displaystyle \alpha \neq 0}.
Olikheten för parametern {\displaystyle \alpha } som förekommer i definitionen ovan, måste i allra högsta grad uppfyllas. För att förstå nödvändigheten i detta, förutsätt för en stund att olikheten inte uppfylls. Då kommer viktfunktionen 
{\displaystyle w\left(x\right)=x^{\alpha }e^{-x}} 
inte vara integrerbar i origo, så att integralerna som definierar både ortogonalitet och norm för Laguerrepolynomen kommer att divergera.
Laguerrepolynomen satisfierar Laguerreekvationen:
{\displaystyle x\,y''+(\alpha +1-x)\,y'+n\,y=0.\,}

Ett användningsområde för Laguerrepolynomen finns inom kvantmekaniken, där de förekommer då man behandlar väteatomens tillstånd.
Laguerrepolynomen är uppkallade efter Edmond Laguerre (1834-1886).

## De första Laguerrepolynomen
| n | {\displaystyle L_{n}(x)\,}                                                                              |
| 0 | {\displaystyle 1\,}                                                                                     |
| 1 | {\displaystyle -x+1\,}                                                                                  |
| 2 | {\displaystyle {\scriptstyle {\frac {1}{2}}}(x^{2}-4x+2)\,}                                             |
| 3 | {\displaystyle {\scriptstyle {\frac {1}{6}}}(-x^{3}+9x^{2}-18x+6)\,}                                    |
| 4 | {\displaystyle {\scriptstyle {\frac {1}{24}}}(x^{4}-16x^{3}+72x^{2}-96x+24)\,}                          |
| 5 | {\displaystyle {\scriptstyle {\frac {1}{120}}}(-x^{5}+25x^{4}-200x^{3}+600x^{2}-600x+120)\,}            |
| 6 | {\displaystyle {\scriptstyle {\frac {1}{720}}}(x^{6}-36x^{5}+450x^{4}-2400x^{3}+5400x^{2}-4320x+720)\,} |

## Alternativa definitioner
Man kan definiera Laguerrapolynomen genom att först definierar
{\displaystyle L_{0}(x)=1\,}
{\displaystyle L_{1}(x)=1-x\,}
och sedan använda följande differensekvation för alla k ≥ 1:
{\displaystyle L_{k+1}(x)={\frac {1}{k+1}}\left((2k+1-x)L_{k}(x)-kL_{k-1}(x)\right).}
En sluten formel är
{\displaystyle L_{n}^{(\alpha )}(x)=\sum _{i=0}^{n}(-1)^{i}{n+\alpha  \choose n-i}{\frac {x^{i}}{i!}}.}
Rodirgues formel för dem är
{\displaystyle L_{n}^{(\alpha )}(x)={x^{-\alpha }e^{x} \over n!}{d^{n} \over dx^{n}}\left(e^{-x}x^{n+\alpha }\right)=x^{-\alpha }~{\frac {({\frac {d}{dx}}-1)^{n}}{n!}}~x^{n+\alpha }.}
Laguerrepolynomens exponentiella genererande funktion är 
{\displaystyle \sum _{n}^{\infty }t^{n}L_{n}(x)={\frac {1}{1-t}}~e^{\frac {-tx}{1-t}}~.}

## Egenskaper
- De första Laguerrepolynomen med parametern α är

{\displaystyle {\begin{aligned}L_{0}^{(\alpha )}(x)&=1\\L_{1}^{(\alpha )}(x)&=-x+\alpha +1\\L_{2}^{(\alpha )}(x)&={\frac {x^{2}}{2}}-(\alpha +2)x+{\frac {(\alpha +2)(\alpha +1)}{2}}\\L_{3}^{(\alpha )}(x)&={\frac {-x^{3}}{6}}+{\frac {(\alpha +3)x^{2}}{2}}-{\frac {(\alpha +2)(\alpha +3)x}{2}}+{\frac {(\alpha +1)(\alpha +2)(\alpha +3)}{6}}\end{aligned}}.}
- {\displaystyle L_{n}^{(\alpha )}(0)={n+\alpha  \choose n}\approx {\frac {n^{\alpha }}{\Gamma (\alpha +1)}}.}

- Ln(α) har n reella, strikt positiva rötter som är alla i intervallet {\displaystyle \left(0,n+\alpha +(n-1){\sqrt {n+\alpha }}\right].}

- Laguerrepolynomens asymptotiska tillväxt för stora n fixerat α och x > 0, ges av

{\displaystyle L_{n}^{(\alpha )}(x)={\frac {n^{{\frac {\alpha }{2}}-{\frac {1}{4}}}}{\sqrt {\pi }}}{\frac {e^{\frac {x}{2}}}{x^{{\frac {\alpha }{2}}+{\frac {1}{4}}}}}\cos \left(2{\sqrt {nx}}-{\frac {\pi }{2}}\left(\alpha +{\frac {1}{2}}\right)\right)+O\left(n^{{\frac {\alpha }{2}}-{\frac {3}{4}}}\right)}
{\displaystyle L_{n}^{(\alpha )}(-x)={\frac {(n+1)^{{\frac {\alpha }{2}}-{\frac {1}{4}}}}{2{\sqrt {\pi }}}}{\frac {e^{-{\frac {x}{2}}}}{x^{{\frac {\alpha }{2}}+{\frac {1}{4}}}}}e^{2{\sqrt {x(n+1)}}}\cdot \left(1+O\left({\frac {1}{\sqrt {n+1}}}\right)\right)}
som kan sammanfattas som
{\displaystyle {\frac {L_{n}^{(\alpha )}\left({\frac {x}{n}}\right)}{n^{\alpha }}}\approx e^{\frac {x}{2n}}\cdot {\frac {J_{\alpha }\left(2{\sqrt {x}}\right)}{{\sqrt {x}}^{\alpha }}}}
där {\displaystyle J_{\alpha }} är Besselfunktionen.

## Identiteter
Additionsformeln för Laguerrepolynomen är
{\displaystyle L_{n}^{(\alpha +\beta +1)}(x+y)=\sum _{i=0}^{n}L_{i}^{(\alpha )}(x)L_{n-i}^{(\beta )}(y)}.
Laguerrepolynomen satisfierar ett flertal intressanta relationer:
{\displaystyle L_{n}^{(\alpha )}(x)=\sum _{i=0}^{n}L_{n-i}^{(\alpha +i)}(y){\frac {(y-x)^{i}}{i!}}}
{\displaystyle L_{n}^{(\alpha +1)}(x)=\sum _{i=0}^{n}L_{i}^{(\alpha )}(x)}
{\displaystyle L_{n}^{(\alpha )}(x)=\sum _{i=0}^{n}{\alpha -\beta +n-i-1 \choose n-i}L_{i}^{(\beta )}(x)}
{\displaystyle L_{n}^{(\alpha )}(x)=\sum _{i=0}^{n}{\alpha -\beta +n \choose n-i}L_{i}^{(\beta -i)}(x).}
Dessutom är
{\displaystyle {\begin{aligned}L_{n}^{(\alpha )}(x)&=L_{n}^{(\alpha +1)}(x)-L_{n-1}^{(\alpha +1)}(x)=\sum _{j=0}^{k}{k \choose j}L_{n-j}^{(\alpha -k+j)}(x)\\[10pt]nL_{n}^{(\alpha )}(x)&=(n+\alpha )L_{n-1}^{(\alpha )}(x)-xL_{n-1}^{(\alpha +1)}(x),\\[10pt]&{\text{or }}{\frac {x^{k}}{k!}}L_{n}^{(\alpha )}(x)=\sum _{i=0}^{k}(-1)^{i}{n+i \choose i}{n+\alpha  \choose k-i}L_{n+i}^{(\alpha -k)}(x)\\[10pt]nL_{n}^{(\alpha +1)}(x)&=(n-x)L_{n-1}^{(\alpha +1)}(x)+(n+\alpha )L_{n-1}^{(\alpha )}(x)\\[10pt]xL_{n}^{(\alpha +1)}(x)&=(n+\alpha )L_{n-1}^{(\alpha )}(x)-(n-x)L_{n}^{(\alpha )}(x)\end{aligned}}}
och genom att kombinera dem kan man bevisa att
{\displaystyle {\begin{aligned}L_{n}^{(\alpha )}(x)&=\left(2+{\frac {\alpha -1-x}{n}}\right)L_{n-1}^{(\alpha )}(x)-\left(1+{\frac {\alpha -1}{n}}\right)L_{n-2}^{(\alpha )}(x)\\[10pt]&={\frac {\alpha +1-x}{n}}L_{n-1}^{(\alpha +1)}(x)-{\frac {x}{n}}L_{n-2}^{(\alpha +2)}(x).\end{aligned}}}
En intressant identitet för heltal i och n är
{\displaystyle {\frac {(-x)^{i}}{i!}}L_{n}^{(i-n)}(x)={\frac {(-x)^{n}}{n!}}L_{i}^{(n-i)}(x)}
som kan användas till att härleda partialbråksuppdelningen
{\displaystyle {\frac {L_{n}^{(\alpha )}(x)}{n+\alpha  \choose n}}=1-\sum _{j=1}^{n}{\frac {x^{j}}{\alpha +j}}{\frac {L_{n-j}^{(j)}(x)}{(j-1)!}}=1-\sum _{j=1}^{n}(-1)^{j}{\frac {j}{\alpha +j}}{n \choose j}L_{n}^{(-j)}(x)=1-x\sum _{i=1}^{n}{\frac {L_{n-i}^{(-\alpha )}(x)L_{i-1}^{(\alpha +1)}(-x)}{\alpha +i}}.}

## Multiplikationsteorem
Två multiplikationsteorem av Erdélyi är
{\displaystyle t^{n+1+\alpha }e^{(1-t)z}L_{n}^{(\alpha )}(zt)=\sum _{k=n}{k \choose n}\left(1-{\frac {1}{t}}\right)^{k-n}L_{k}^{(\alpha )}(z)}
och
{\displaystyle e^{(1-t)z}L_{n}^{(\alpha )}(zt)=\sum _{k=0}{\frac {(1-t)^{k}z^{k}}{k!}}L_{n}^{(\alpha +k)}(z).}

## Derivator
Laguerrepolynomens derivator kan räknas med hjälp av
{\displaystyle {\frac {d^{k}}{dx^{k}}}L_{n}^{(\alpha )}(x)=(-1)^{k}L_{n-k}^{(\alpha +k)}(x)\,.}
Dessutom gäller följande ekvation
{\displaystyle {\frac {1}{k!}}{\frac {d^{k}}{dx^{k}}}x^{\alpha }L_{n}^{(\alpha )}(x)={n+\alpha  \choose k}x^{\alpha -k}L_{n}^{(\alpha -k)}(x)}
som kan generaliseras till
{\displaystyle L_{n}^{(\alpha ')}(x)=(\alpha '-\alpha ){\alpha '+n \choose \alpha '-\alpha }\int _{0}^{x}{\frac {t^{\alpha }(x-t)^{\alpha '-\alpha -1}}{x^{\alpha '}}}L_{n}^{(\alpha )}(t)\,dt.}
Derivatan i förhållande till andra variabeln α är
{\displaystyle {\frac {d}{d\alpha }}L_{n}^{(\alpha )}(x)=\sum _{i=0}^{n-1}{\frac {L_{i}^{(\alpha )}(x)}{n-i}}.}
Laguerrepolynomen satisfierar differentialekvationen
{\displaystyle xL_{n}^{(\alpha )\prime \prime }(x)+(\alpha +1-x)L_{n}^{(\alpha )\prime }(x)+nL_{n}^{(\alpha )}(x)=0.\,}

## Ortogonalitet
Laguerrepolynomen satisfierar ortogonalitetsrelationen
{\displaystyle \int _{0}^{\infty }x^{\alpha }e^{-x}L_{n}^{(\alpha )}(x)L_{m}^{(\alpha )}(x)dx={\frac {\Gamma (n+\alpha +1)}{n!}}\delta _{n,m}}
som följer ur
{\displaystyle \int _{0}^{\infty }x^{\alpha '-1}e^{-x}L_{n}^{(\alpha )}(x)dx={\alpha -\alpha '+n \choose n}\Gamma (\alpha ').}

## Relation till andra funktioner
Laguerrepolynomen är relaterade till generaliserade hypergeometriska funktionen enligt
{\displaystyle L_{n}^{(\alpha )}(x)={n+\alpha  \choose n}M(-n,\alpha +1,x)={\frac {(\alpha +1)_{n}}{n!}}\,_{1}F_{1}(-n,\alpha +1,x)}
där {\displaystyle (a)_{n}} är Pochhammersymbolen.
Hermitepolynomen är ett specialfall av Laguerrepolynomen:
{\displaystyle H_{2n}(x)=(-1)^{n}\ 2^{2n}\ n!\ L_{n}^{(-1/2)}(x^{2})}
och
{\displaystyle H_{2n+1}(x)=(-1)^{n}\ 2^{2n+1}\ n!\ x\ L_{n}^{(1/2)}(x^{2}).}

## Oändliga serier som innehåller Laguerrepolynom
Anta att funktionen f har serieexpansionen
{\displaystyle f(x)=\sum _{i=0}^{\infty }f_{i}^{(\alpha )}L_{i}^{(\alpha )}(x).}
Då är
{\displaystyle f_{i}^{(\alpha )}=\int _{0}^{\infty }{\frac {L_{i}^{(\alpha )}(x)}{i+\alpha  \choose i}}\cdot {\frac {x^{\alpha }e^{-x}}{\Gamma (\alpha +1)}}\cdot f(x)\,dx.}
Monom kan skrivas som
{\displaystyle {\frac {x^{n}}{n!}}=\sum _{i=0}^{n}(-1)^{i}{n+\alpha  \choose n-i}L_{i}^{(\alpha )}(x).}
Binomialkoefficienterna har expansionen
{\displaystyle {n+x \choose n}=\sum _{i=0}^{n}{\frac {\alpha ^{i}}{i!}}L_{n-i}^{(x+i)}(\alpha )}
som leder till formeln
{\displaystyle e^{-\gamma x}=\sum _{i=0}^{\infty }{\frac {\gamma ^{i}}{(1+\gamma )^{i+\alpha +1}}}L_{i}^{(\alpha )}(x)\qquad \left({\text{konvergerar om }}\operatorname {Re} {(\gamma )}>-{\frac {1}{2}}\right).}
Ofullständiga gammafunktionen har representationen
{\displaystyle \Gamma (\alpha ,x)=x^{\alpha }e^{-x}\sum _{i=0}^{\infty }{\frac {L_{i}^{(\alpha )}(x)}{1+i}}\qquad \left(\Re (\alpha )>-1,x>0\right).}
En annan oändlig serie är
{\displaystyle \sum _{n=0}^{\infty }{\frac {n!L_{n}^{(\alpha )}(x)L_{n}^{(\alpha )}(y)r^{n}}{\Gamma \left(1+\alpha +n\right)}}={\frac {\exp \left(-{\frac {\left(x+y\right)r}{1-r}}\right)I_{\alpha }\left({\frac {2{\sqrt {xyr}}}{1-r}}\right)}{\left(xyr\right)^{\frac {\alpha }{2}}\left(1-r\right)}},\quad ,\alpha >-1,\left|r\right|<1.}

## Övrigt
Följande olikhet för Laguerrepolynomen gäller:
{\displaystyle L_{n}^{(\alpha )}(x)^{2}-L_{n-1}^{(\alpha )}(x)L_{n+1}^{(\alpha )}(x)=\sum _{k=0}^{n-1}{\frac {\alpha +n-1 \choose n-k}{n{n \choose k}}}L_{k}^{(\alpha -1)}(x)^{2}>0.}
Följande integral är viktig i vissa fysikaliska applikationer av Laguerrepolynom:
{\displaystyle \int _{0}^{\infty }x^{\alpha +1}e^{-x}\left[L_{n}^{(\alpha )}(x)\right]^{2}dx={\frac {(n+\alpha )!}{n!}}(2n+\alpha +1).}